# クレーフェルト

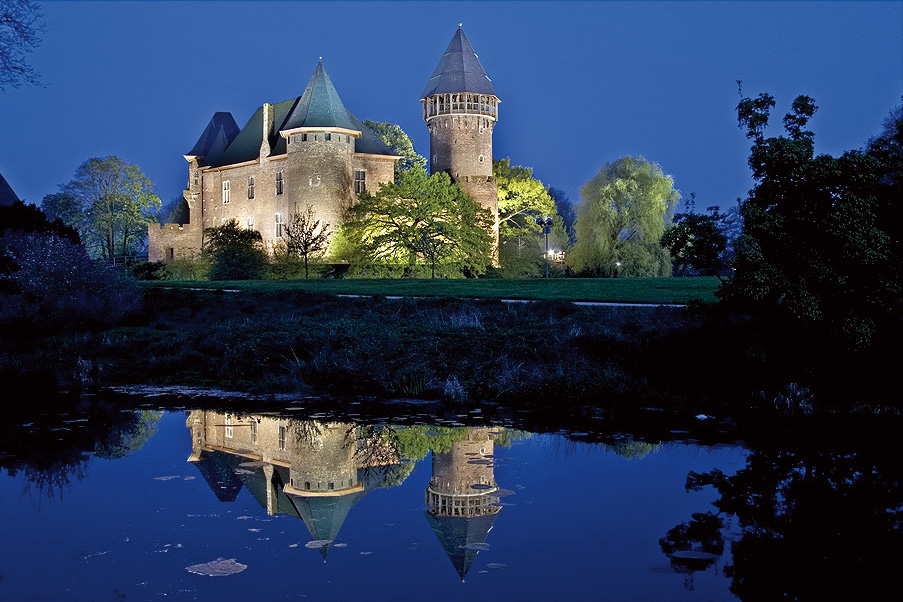
夜のクレーフェルト・リン城

クレーフェルト (Krefeld, ドイツ語発音: [ˈkreːfɛlt]) はドイツ西部の都市。ノルトライン＝ヴェストファーレン州に属する。人口は約23万人である。クレフェルトとも表記される場合がある。

## 地勢・産業
ライン川の左岸に位置する工業都市。絹織物などの繊維産業で知られる。近隣の都市としては、約20km南にメンヒェングラートバッハ、25km北東にデュースブルク、20km南東にデュッセルドルフが位置している。

## 歴史
近世において、ネーデルラントなどで迫害を受けたプロテスタントを受け入れたことで、絹織物の技術がもたらされた。これが、この街の絹織物産業の礎となった。18世紀末に人口8千人の同市で、従業者数3千人というライエン会社がよく知られる。
18世紀よりプロイセン王国の支配下に入った。1756年に勃発した七年戦争では、ブラウンシュヴァイク公（プロイセン側）がフランスの大軍をクレーフェルト近郊で撃破している。ナポレオンによる支配を経て、プロイセン、北ドイツ連邦・ドイツ帝国の領土となった。第二次世界大戦では激しい爆撃によって荒廃したが、戦後復興を果たした。

## 姉妹都市
| - フェンロー（オランダ） - レスター（イングランド） - ダンケルク（フランス） - ライデン（オランダ） | - シャーロット（アメリカ合衆国） - ベースコウ（ドイツ・ブランデンブルク州） - ウリヤノフスク（ロシア） |

## クレーフェルト出身の人物
- ティエリ・エルメス - 馬具職人、エルメスの創業者
- ハインリヒ・カンペンドンク - 画家
- ヨーゼフ・ボイス - 現代美術家
- ラルフ・ヒュッター - 音楽家、クラフトワークの創設者
- ブラインド・ガーディアン - ヘヴィメタル（ジャーマンメタル）バンド
- マックス・ツォルン - 数学者
- イナ・バウアー-フィギュアスケート選手、イナバウアーの創始者

## 引用
1. ↑  Bevölkerung der Gemeinden Nordrhein-Westfalens am 31. Dezember 2023 – Fortschreibung des Bevölkerungsstandes auf Basis des Zensus vom 9. Mai 2011
2. ↑  丸田嘉範『18世紀都市クレーフェルトの絹工業経営 : ライエン会社を中心に』九州大学大学院経済学会、1999年3月31日